# Ядозубы
Ядозу́бы (лат. Helodermatidae) — семейство ядовитых ящериц, состоящее из единственного рода Heloderma, который включает два современных вида: это аризонский ядозуб, или жилатье (лат. Heloderma suspectum), и мексиканский ядозуб, или эскорпион (лат. Heloderma horridum).

## Внешний вид

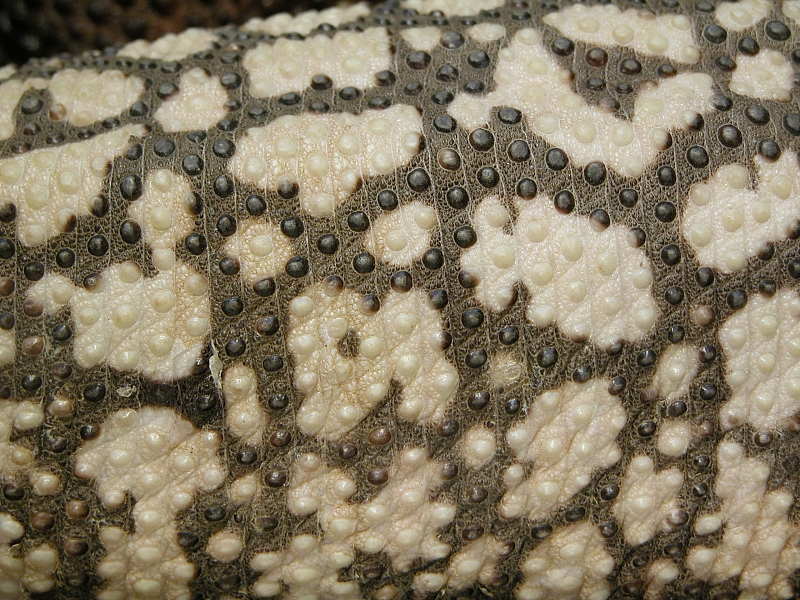
Чешуя жилатье

Ядозубы обладают плотным вальковатым телом, закруглённой и несколько уплощённой головой и довольно коротким хвостом, в котором у них откладываются запасы жира. Конечности короткие, пятипалые, пальцы снабжены длинными когтями. Глаза небольшие, с подвижными веками. Барабанная перепонка расположена открыто, у заднего края рта. Язык толстый, раздвоенный. Туловище покрыто крупной зернистой чешуёй, расположенной правильными поперечными рядами; на спине, боках и наружной стороне ног под чешуёй залегают костные пластинки — остеодермы. Теменное отверстие отсутствует, височные дуги недоразвиты.
Окраска предупреждающая — пёстрая, с оранжевыми, красноватыми или жёлтыми пятнами на тёмном фоне, образующими ковровый рисунок; особенно ярко выражена у молодых особей. На хвосте чередуются тёмные и светлые поперечные полосы. Окраска и рисунок изменчивы. Иногда тёмный фон преобладает в окраске, а светлый рисунок выражен в виде отдельных, более или менее правильно расположенных, небольших округлых пятен и полос. В других случаях животные могут быть оранжево-красными или буровато-жёлтыми с отдельными тёмными пятнами. Встречаются и одноцветные, серовато-бурые экземпляры.

## Распространение
Распространены ядозубы на юго-западе США (в штатах Юта, Невада, Аризона, Нью-Мексико и Калифорния), в Мексике; ареал одного из видов на юге достигает северной части Гватемалы; Северной и Южной Америке.

## Образ жизни

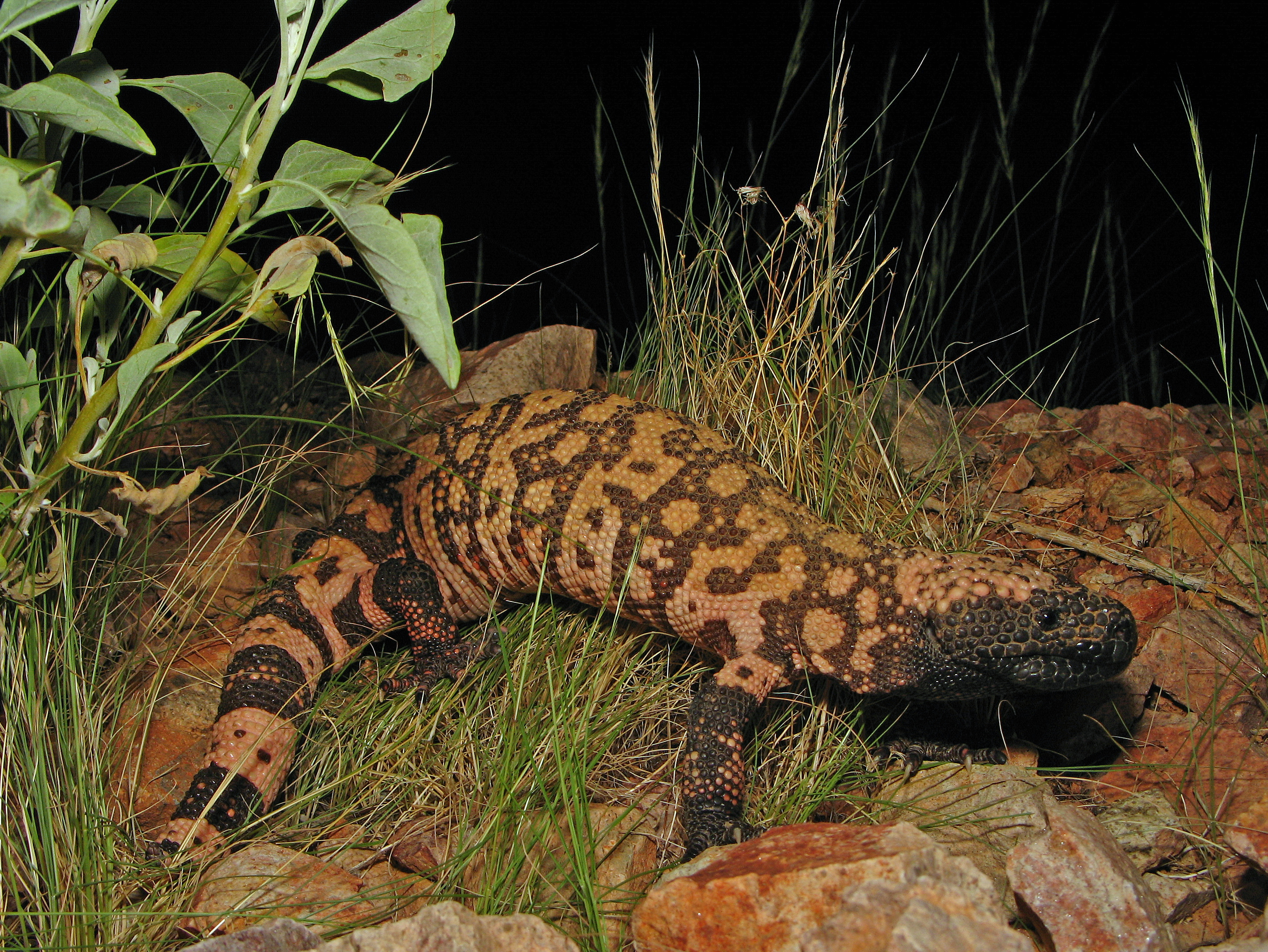
Жилатье (Heloderma suspectum suspectum)

Ядозубы населяют довольно засушливые районы: каменистые предгорья, полупустыни и пустыни (включая Сонору и Мохаве), встречаются в редколесьях, зарослях кустарников и кактусов. Иногда селятся на берегах водоёмов, по пересыхающим руслам рек. Роют неглубокие норы или занимают норы других животных. Ядозубы довольно медлительны и неповоротливы; в случае опасности часто не пытаются бежать, а ложатся на землю, доверяясь своей яркой предупредительной окраске. Несмотря на среду обитания, эти ящерицы не любят сухости, предпочитая дни когда относительная влажность доходит от 50-80 %. Охотно заходят в воду и умеют плавать, причём, в отличие от многих ящериц, не прижимают ноги к телу, а гребут ими как вёслами. В неволе часто и подолгу лежат в воде. В жаркое время года ведут сумеречный и ночной образ жизни; зимой впадают в спячку.
Наиболее активны ядозубы весной, когда появляется их излюбленная пища — птичьи яйца. Питаются также насекомыми и другими беспозвоночными, ящерицами, змеями, лягушками, грызунами и птенцами, поедают яйца черепах и других рептилий. Добычу разыскивают при помощи обоняния, постоянно высовывая язык, который связан с находящимся во рту якобсоновым органом.
Подобно многим другим пресмыкающимся, ядозубы способны длительное время (до 5 месяцев) голодать. Организм этих ящериц хорошо приспособлен к редкому употреблению больших объемов пищи. Это является существенным преимуществом в условиях, когда регулярная добыча встречается не часто. Взрослые особи способны за один раз съесть количество пищи, составляющее около одной трети их веса. Полный годовой запас пищи они в основном съедают всего за 3-4 кормления. При этом, особенно когда пища обильна, излишки питательных веществ откладываются в виде жировой ткани в хвосте — этот запас жира служит источником питания в длительные периоды зимней спячки. Низкая скорость метаболизма и относительно низкая температура тела также способствуют уменьшению потребности в регулярном питании. Таким образом, особенности физиологии организма ядозубов обеспечивают поддержание нормального энергетического баланса в длительные периоды между кормлениями.
Самки ядозубов откладывают до 12 яиц, закапывая их в землю на глубину 7-12 см. Яйца ядозубов покрыты мягкой пергаментовидной оболочкой. Самка не охраняет кладку.

## Яд и ядовитый аппарат

### Ядовитый аппарат
В состав ядовитого аппарата ядозубов входят парные ядовитые железы, ведущие к зубам протоки желёз, и зубы.
Яд вырабатывается видоизменёнными подчелюстными и подъязычными слюнными железами, расположенными по бокам снизу у передней половины нижней челюсти. Снаружи железы имеют вид вздутий снизу челюсти. Каждая железа окружена соединительнотканной капсулой, которая образует внутри септы (перегородки), разделяющие железу на 3 или 4 крупные доли. Отходящие от капсулы и крупных септ мелкие перегородки, делят доли на многочисленные дольки. Яд по нескольким протокам поступает в ротовую полость к наружной стороне наиболее крупных зубов нижней челюсти.
Зубы ядозубов длинные и изогнутые назад, несут на передней и задней поверхностях бороздки, имеющими острые режущие края. Бороздка на передней поверхности зуба более глубокая. У взрослых жилатье всего 41-45 зубов: 18 на зубной кости, 16-18 на верхнечелюстной и 7-9 на переднечелюстной. Наиболее крупные зубы на зубной кости достигают в длину у жилатье 5,0 мм, у эскорпиона — 6,0 мм, соответственно длина зубов на верхнечелюстной кости равна 3,2 и 4,5 мм, на переднечелюстной — 2,0 и 2,3 мм. Наиболее глубокие бороздки расположены на зубах, сидящих на переднем крае зубной (от четвёртого до седьмого зуба) и верхнечелюстной кости. Зубы, сидящие на краю предчелюстной, имеют слабо выраженные бороздки, а зубы, сидящие в середине предчелюстной, обычно не имеют бороздок. Выпавший или сломанный зуб быстро заменяется новым. Зубы окружены складкой слизистой оболочки и вдоль всех зубов нижней челюсти проходит желобок, образованный выстилкой ротовой полости. По этому желобку яд свободно растекается и достигает основания зубов. Яд заполняет бороздки зубов за счёт капиллярного эффекта. Зубы верхней челюсти смачиваются ядом при закрывании рта и соприкосновении зубов.
Во время укуса дёсны отодвигаются, что не только освобождает зубы, но и увеличивает давление на ядовитые железы. При укусе зубы почти на полсантиметра уходят в тело жертвы. Из-за несовершенства ядовитого аппарата при укусе ящерица вынуждена удерживать свою жертву некоторое время для того, чтобы яд проник внутрь тела.

### Клиника отравления
Укусы ядозубов довольно редки и обычно являются следствием неосторожного обращения с ящерицей при отлове или содержании в неволе.
Клиническая картина отравления характеризуется прежде всего сильной болью в месте укуса, которая может длиться от 0,5-8 ч и более (в зависимости от тяжести отравления). В месте укуса развивается отёк, который прогрессивно нарастает в течение нескольких часов. У укушенных людей наблюдается слабость, головокружение. Эти симптомы могут быть связаны со снижением артериального давления, наблюдаемым во время отравления. Дыхание учащено, слизистые, как правило, синюшные, наблюдаются лимфадениты. Очень часто места укуса кровоточат, отмечается тромбоцитопения. Несмотря на повреждения тканей в месте укуса, некрозы наблюдаются редко. Однако в рану может попасть вторичная инфекция.
Лечение отравления ядом ядозуба (хелодерматизма) в целом носит симптоматический характер.

### Химический состав и механизм действия яда
Яд представляет собой серозный секрет модифицированных слюнных желез, содержащий токсические полипептиды. Он используется в основном для защиты от врагов, а не для нападения и охоты. Для человека укус ядозуба очень болезнен, но, кроме редких случаев, не смертелен, однако мелкие животные погибают от него довольно быстро (через несколько минут), причём на теплокровных яд действует сильнее, чем на холоднокровных. Так смертельная доза в пересчёте на 1 кг веса тела составляет 10 мг сухого яда для мышей и 400 мг для змей. При внутривенном введении смертельная доза для мыши 0,5-1 мг/кг, для человека оценивается в 5-8 мг (но может быть и ниже). Устойчивость ядозубов к собственному яду очень высока.
Действие яда ядозубов в основном нейротоксическое, как и у яда аспидов. Симптомы отравления включают диспноэ, спонтанные судороги, геморрагические очаги в глазах и желудочно-кишечном тракте, застойные явления в лёгких, приводящие к отёку. Смерть наступает в результате острой дыхательной недостаточности. У лабораторных животных яд вызывает уменьшение протромбинового времени свёртывания крови, гипотензию, тахикардию и расстройство дыхания.
В яде ядозубов обнаружены:
- гиалуронидаза;
- гилатид — реагирует с рецепторами ГПП-1, улучшает память (хищники лучше запоминают ящерицу, которую лучше не трогать);
- гилатоксин — глюкопротеин, понижающий кровяное давление и оказывающий влияние на мышечный тонус;
- оксидаза L-аминокислот;
- серотонин;
- фосфолипаза A2;
- хелодерматин — глюкопротеин, фермент, понижающий, в зависимости от дозы, артериальное кровяное давление;
- хелотермин — глюкопротеин, вызывающий летаргию, слабость мышц, гипотермию;
- эксендин-1 (хелоспектин) — побуждает выделение амилазы поджелудочной железы, оказывает действие, сходное с действием ВИП;
- эксендин-2 (гелодермин) — полипептид, вызывающий понижение кровяного давления, по спектру биологической активности сходен с ВИП;
- эксендин-4 (эксенатид) — пептид, активирующий выделение инсулина через активизацию рецепторов ГПП-1.[3]

Протеолитическая активность яда сравнительно низка. Важное значение имеет способность яда высвобождать брадикинин, возможно, связанная с каллекриинами слюнных желёз. Брадикининлибераторным действием яда можно объяснить его гипотензивный эффект.

## Эволюция и палеонтология
Семейство Helodermatidae впервые появляется в меловом периоде. Первый представитель современного рода Heloderma — Heloderma texana — известен из миоцена. Позвонки и остеодермы современного вида Heloderma suspectum были найдены в позднеплейстоценовых (возраст от 8 000-10 000 до 22 000-22 760 лет) отложениях вблизи Лас-Вегаса, штат Невада, в Аризоне и Техасе.
Ископаемые виды надсемейства Helodermatoidea:

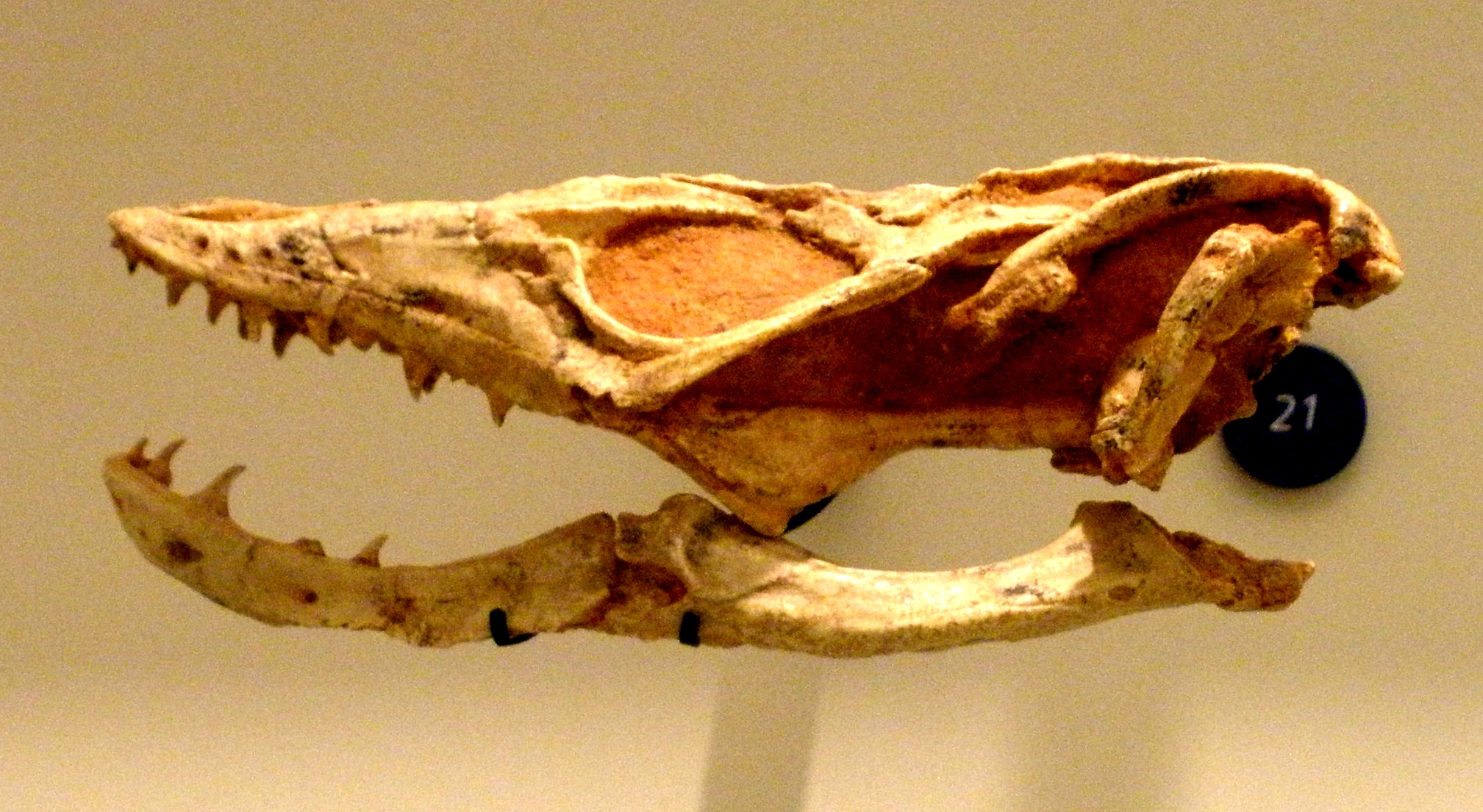
Череп Estesia mongoliensis — родственной ядозубам крупной ящерицы из верхнего мела Монголии

- Primaderma nessovi — мел, альб-сеноман (около 98 млн лет назад), Юта (США);
- Palaeosaniwa canadensis — верхний мел, кампан (74-83 млн лет назад), Альберта (Канада), Монтана и Вайоминг (США);
- Estesia mongoliensis — верхний мел, кампан (около 77 млн лет назад), Монголия;
- Gobiderma pulchrum — верхний мел, Монголия;
- Paraderma bogerti — верхний мел (65-70 млн лет назад), Вайоминг (США);
- Eurheloderma gallicum — олигоцен, Франция;
- Lowesaurus mattewi — олигоцен (25-32 млн лет назад), Колорадо и Небраска (США);
- Heloderma texana — ранний миоцен (около 23 млн лет назад), Техас (США)[4]

Согласно современным представлениям, ядовитые железы ядозубов являются упрощением ядовитых желёз предковой для всех Squamata формы, которая обладала ядовитыми железами как на верхней, так и на нижней челюстях. Змеи сохранили только верхнечелюстные железы, тогда как большинство ядовитых ящериц, наоборот, нижнечелюстные. Отсутствие ядовитых желёз у настоящих ящериц считается таким образом результатом их утраты в ходе эволюции.
Признаки присутствия ядовитых желёз были обнаружены у жившего в конце мелового периода (65 млн лет назад) ископаемого рода Paraderma.

## Значение для человека
Экономического значения ядозубы не имеют, поскольку присутствие многочисленных остеодерм делает их шкуры малопригодными для выделки, а мясо считается (ошибочно) ядовитым. Раньше кожа ядозубов использовалась местными индейскими племенами для изготовления различных украшений и поделок.

### Ядозубы и сахарный диабет
В процессе поглощения пищи модифицированная слюнная железа ядозубов секретирует особое вещество — эксендин-4, которое поступает в пищеварительный тракт и в систему кровообращения. В организме ядозуба это вещество участвует в переваривании, всасывании и депонировании питательных веществ. Кроме того, эксендин-4, предположительно, играет роль в регенерации кишечника ящерицы, который подвергается атрофии для сохранения энергии в промежутках между крайне нерегулярными приёмами пищи.

Аминокислотная последовательность эксенатида

В начале 90-х годов XX века учёные обнаружили, что действие эксендина-4 очень похоже на действие гормона — глюкагоноподобного пептида-1 (ГПП-1), который секретируется эндокринными клетками пищеварительного тракта человека. По сравнению с ГПП-1, эксендин-4 обладал существенно большей продолжительностью действия. ГПП-1 играет важную роль в поддержании обмена глюкозы, обеспечивая постоянное, но не чрезмерное поступление глюкозы в кровь. ГПП-1 стимулирует глюкозозависимую секрецию инсулина, ингибирует высвобождение глюкозы из печени после приёма пищи, замедляет всасывание пищи в кишечнике, уменьшает аппетит и способствует появлению чувства насыщения (все эти звенья метаболизма нарушаются при развитии сахарного диабета 2 типа).
Обнаружение у эксендина-4 свойств ГПП-1 и факта, что продолжительность действия эксендина значительно превышает продолжительность действия и период полувыведения ГПП-1, привело к разработке синтетического аналога эксендина-4. Препарат получил название эксенатид и применяется для лечения сахарного диабета 2 типа. Эксенатид стал первым в новом классе сахароснижающих препаратов — миметиков инкретина.

## Охранный статус
Отлов обоих видов считается незаконным; они внесены в Конвенцию о международной торговле CITES. В международной Красной книге аризонский ядозуб по состоянию на 2020 год имеет статус вида, близкого к уязвимому положению, а мексиканский ядозуб — вызывающего наименьшие опасения. Наибольший ущерб популяции этих редких ящериц наносит разрушение их привычной среды обитания.

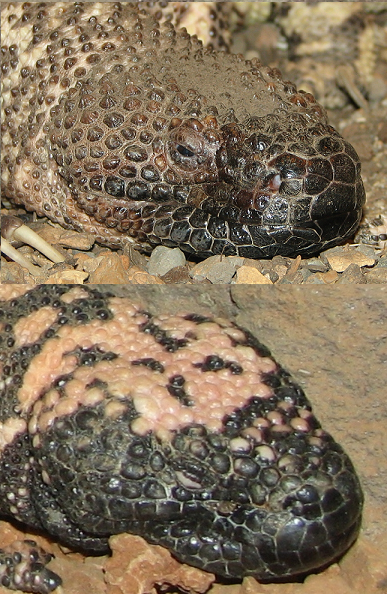
Ядозубы: эскорпион (вверху) и жилатье (внизу)

## Классификация
В семейство Helodermatidae входит один современный род Heloderma с двумя видами, образующими несколько подвидов:
- Жилатье (Heloderma suspectum)
  - Heloderma suspectum suspectum
  - Heloderma suspectum cinctum
- Эскорпион (Heloderma horridum)
  - Heloderma horridum horridum
  - Heloderma horridum alvarezi
  - Heloderma horridum exasperatum
  - Heloderma horridum charlesbogerti

Оба вида очень сходны внешне и по образу жизни, но существует несколько важных отличий между этими близкородственными ящерицами:
| Название                | Эскорпион | Жилатье |
| ----------------------- | --- | --- |
| Научное название        | Heloderma horridum | Heloderma suspectum |
| Длина                   | До 89 см | 33-56 см |
| Хвост                   | Длинный (до 40 позвонков), с 6-7 светлыми полосами | Короткий (25-28 позвонков), с 4-5 светлыми полосами |
| Окраска                 | Тёмно-бурая с желтоватыми пятнами и полосами, обычно не образующими правильного поперечного узора, иногда однотонная серовато-бурая или почти чёрная; пятна на голове отсутствуют | Тёмно-бурая или чёрная с оранжево-жёлтыми, оранжево-красными, красно-бурыми или беловато-жёлтыми пятнами, обычно образующими поперечный узор; есть пятна на голове |
| Ареал                   | Мексика, Гватемала | Юго-западные штаты США, Мексика |
| Количество яиц в кладке | До 13 | 2-12 |
| Инкубационный период    | 6 месяцев | 10 месяцев |
| Количество подвидов     | 4 | 2 |